# Mutase
Mutase é uma enzima que catalisa a transposição, na mesma molécula, de um grupo funcional de uma posição para outra. Este processo transforma uma molécula no seu isómero. Um exemplo de uma mutase é a fosfoglicerato mutase, presente na glicólise.